# Списак грчких женских имена
|  |  |  |  |  |  |  |  |  |  |  |  |  |  |  |  |  |  |  |  |  |  |  |  |  |  |  |  |  |  |

### А
| Име        | Изворно          | Корен имена | Значење                         |
| ---------- | ---------------- | ----------- | ------------------------------- |
| Александра |                  |             |                                 |
| Анастасија | ΑΝΑΣΤΑΣΙΑ        |             | управо: која је рођена на Ускрс |
| Анђела     | angelos, aggelos |             | која је попут анђела            |
| Атина      | ΑΘΗΝΑ            |             | (име хеленске богиње Атине)     |

### В
| Име     | Изворно | Корен имена | Значење                            |
| ------- | ------- | ----------- | ---------------------------------- |
| Варвара | Βαρβαρα | barbare     | која је туђинка, која је странкиња |

### Г
| Име      | Изворно  | Корен имена | Значење         |
| -------- | -------- | ----------- | --------------- |
| Георгина | Georgios |             | која је ратарка |

### Д
| Име   | Изворно | Корен имена | Значење                                                                    |
| ----- | ------- | ----------- | -------------------------------------------------------------------------- |
| Дорис | Doros   | doron       | која је дар, која је поклон (у вези је са Доридом, хеленском богињом мора) |

### И
| Име     | Изворно | Корен имена | Значење                                                                   |
| ------- | ------- | ----------- | ------------------------------------------------------------------------- |
| Иконија |         | eikon       | која је попут иконе                                                       |
| Ирина   | Ειρηνη  | eirene      | која је мирна, која је спокојна (име једне од Хора, хеленске богиње мора) |

### Ј
| Име       | Изворно    | Корен имена | Значење |
| --------- | ---------- | ----------- | --- |
| Јевросима | Euphrosyne | euphrosyne  | која је радосна, која је весела, живахна (име једне од три Харите)                                              |
| Јефимија  | Ευφημία    |             | која је пристојна, благопријатна, која је узвишена, или: која лепо пева узвишене песме (одатле израз еуфемизам) |

### К
| Име       | Изворно   | Корен имена   | Значење                                           |
| --------- | --------- | ------------- | ------------------------------------------------- |
| Клеопатра | Κλεοπατρα | kleos + pater | која је од славног оца                            |
| Ксенија   | Xenia     | euxene        | која је гостољубива, гостопримљива, гостински дар |

### М
| Име       | Изворно   | Корен имена | Значење                              |
| --------- | --------- | ----------- | ------------------------------------ |
| Магдалена | Μαγδαληνή |             |                                      |
| Маја      | Maia      |             | (име хеленске богиње, мајке Хермеса) |
| Маргарита | Μαργαριτα |             | која је као бисер, која је бисерна   |
| Меланија  | Melane    | melaina     | која је црна                         |

### О
| Име       | Изворно    | Корен имена                 | Значење |
| --------- | ---------- | --------------------------- | ------- |
| Параскева | Παρασκευας | која је приправна, спремна, |         |

### С
| Име    | Изворно | Корен имена | Значење                               |
| ------ | ------- | ----------- | ------------------------------------- |
| Софија | Σοφια   |             | која је мудра, разумна, која је вешта |

### Т
| Име     | Изворно | Корен имена | Значење              |
| ------- | ------- | ----------- | -------------------- |
| Теа     |         | thea        | која је попут богиње |
| Теодора |         |             | која је Божји дар    |

### Х
| Име      | Изворно  | Корен имена | Значење                                                        |
| -------- | -------- | ----------- | -------------------------------------------------------------- |
| Хелена   | Ελένη    | hele        | која је сјајна, која је блистава, која је као сунчева светлост |
| Христина | Χριστίνα |             | која је хришћанка                                              |